# رودفالجا
رودفالجا (به لاتین: Roodevälja) یک منطقهٔ مسکونی در استونی است که در دهستان سومرو واقع شده‌است. رودفالجا ۱۵۳ نفر جمعیت دارد.